# Трихопод
Трихопод (Trichopodus) — рід лабіринтових риб з Південно-Східної Азії, належить до родини осфронемових (Osphronemidae), підродина луціоцефалових (Luciocephalinae).
Назва роду складається з двох грецьких слів θριξ «волосся», і πούς «нога». Вона є інтерпретацією витягнутих тонких черевних плавців цих риб.

## Систематика
Протягом тривалого часу рід був відомий як Trichogaster, і саме під цією назвою ці риби широко представлені в літературі з іхтіології та акваріумістики. Таксономічну проблему було створено ще на початку XIX ст., коли Ласепед та Блох і Шнайдер в 1801 році незалежно включили один і той самий вид Labrus trichopterus Pallas, 1770 до двох новостворених родів Trichopodus і Trichogaster відповідно. Ласепед при цьому був першим, і науковий світ користувався переважно саме його назвою. Але у 1923 році Маєрс (англ. Myers) провів ревізію і помилково визначив чинною родовою назвою Trichogaster, а назву Trichopodus — її синонімом. На диво швидко його рішення було прийняте спільнотою.
Помилка була виявлена в 1997 році Дерейстом, але лише в 2009 році Тьопфер і Шиндлер визначили зміни, які слід зробити в таксономії цієї групи риб. Родову назву Trichopodus було відновлено, а типовим видом роду був встановлений Trichopodus trichopterus (Pallas, 1770), оригінальною назвою якого є Labrus trichopterus Pallas, 1770.
На цьому ґрунті й досі існує певна плутанина, адже рід трихогастер (Trichogaster) продовжує існувати, але до його складу тепер зараховуються колишні представники роду коліза (Colisa).
Представники роду трихогастер (Trichogaster) є найближчими родичами трихоподів. Хоча вони на основі морфологічних ознак об'єднуються з родами Ctenops, Luciocephalus, Parasphaerichthys і Sphaerichthys в складі підродини Luciocephalinae, молекулярні дослідження не довели монофілію підродини, натомість роди Trichopodus і Trichogaster виявляють генетичну спорідненість з представниками підродини макроподових (Macropodusinae).

## Склад роду
До складу роду трихопод належать такі види:
- Trichopodus leerii  (Bleeker, 1852) — гурамі перлинний; максимальна загальна довжина 12,0 см; Таїланд, Малайський півострів та Індонезія (Суматра і Калімантан);
- Trichopodus microlepis  (Günther, 1861) — гурамі місячний; максимальна загальна довжина 16,0 см; Таїланд, Лаос, Камбоджа та В'єтнам, в басейнах річок Меконг і Чаопхрая;
- Trichopodus pectoralis  Regan, 1910 — гурамі бурий; максимальна загальна довжина 25,0 см, максимальна вага 500 г; Індокитай (Лаос, Таїланд, Камбоджа та В'єтнам), басейни річок Меконг і Чаопхрая; інтродукований в багатьох інших країнах (Малайзія, Сингапур, Індонезія, Папуа Нова Гвінея, Шрі-Ланка, Пакистан, Бангладеш, Гонконг, Філіппіни, Нова Каледонія, Японія, Колумбія, Антильські острови, Гаїті);
- Trichopodus poptae  Low, Tan & Britz, 2014 — гурамі Попти; максимальна стандартна довжина 6,6 см; центральна частина басейну річки Барито на острові Калімантан (Індонезія);
- Trichopodus trichopterus  (Pallas, 1770) — гурамі плямистий; максимальна загальна довжина 15,0 см; Південно-Східна Азія: Лаос, Юньнань (південний Китай), Таїланд, Камбоджа, В'єтнам, Малайзія, М'янма, Індонезія; інтродуковані дикі популяції є в Шрі-Ланці, Індії, Папуа Новій Гвінеї, Австралії, на Філіппінах, Тайвані, в США (Флорида), Домініканській Республіці, Ямайці, Колумбії, Бразилії.

FishBase наводить ще один вид Trichopodus cantoris (Günther, 1861), але ця назва є похідною від Osphomenus trichopterus var. cantoris Günther, 1861, одного із синонімів Trichopodus trichopterus (Pallas, 1770).
Існує ключ-ідентифікатор (англ. Artificial key) для визначення видів роду Trichopodus:
- одна поздовжня чорна смуга на тілі, що тягнеться від рота до хвостової стебла:
  - сіро-чорні косі смуги на тілі; 33-39 м'яких (розгалужених) променів анального-плавця; 27-31 луска у поперечному напрямку; довжина спинного плавця становить 25,9-31,5 % стандартної довжини. Поширення: Індокитай.
T. pectoralis
  - на тілі з мозаїка з невеликих, світлих сріблястих крапок з темними контурами; 25-30 м'яких (розгалужених) променів анального-плавця; 19-25 лусок у поперечному напрямку; довжина спинного плавця становить 19,4-23,8 % стандартної довжини. Поширення: Півострівна Малайзія, Суматра, південний Калімантан.
T. leerii
- одна або дві чорні плями на тілі або ж чітке маркування взагалі відсутнє:
  - тіло сріблясто-сіре, без чіткого маркування; 3-4 тверді промені спинного плавця; 57-65 лусок у бічній лінії; 34-40 лусок у поперечному напрямку; довжина спинного плавця в корені становить 14,5-17,3 % стандартної довжини. Поширення: Індокитай.
T. microlepis
  - одна або дві чорні плями на тілі; 5-9 твердих променів спинного плавця; 34-52 луски у бічній лінії; 17-25 лусок у поперечному напрямку; довжина спинного плавця становить 21,9-28,7 % стандартної довжини:
    - на тілі дві чорні плями (одна посередині тіла, інша на хвостовому стеблі), а ще нечіткі сірі косі смужки; 9-12 твердих і 31-38 м'яких променів анального плавця; 40-52 бічних лусок; довжина голови становить 27,3-30,6 % стандартної довжини. Поширення: Індокитай, Півострівна Малайзія, Суматра, Ява, Калімантан.
T. trichopterus
    - тіло з лише однією чорною плямою на хвостовому стеблі; 13-15 твердих і 25-27 м'яких променів анального плавця; 34-38 лусок у бічній лінії; довжина голови становить 31,3-33,6 % стандартної довжини. Поширення: південний Калімантан.
T. poptae

## Поширення і екологія
Представники роду поширені в більшості країн Південно-Східної Азії, від південного Китаю через Індокитай до Індонезії, а такі види як Trichopodus pectoralis і Trichopodus trichopterus завдяки своїй комерційній цінності були інтродуковані в багатьох тропічних країнах за межами початкового ареалу.
Гурамі роду Trichopodus, як правило, населяють водойми з прісною стоячою або з млявою течією водою, з густою рослинністю як у воді, так і уздовж берегів. Вони рідко зустрічаються в проточних водоймах і зовсім відсутні у каналах з посиленою течію води, облицьованих бетоном і очищених від рослинності.
Ці риби є всеїдними, харчуються невеликими безхребетними та водоростями. Вони в основному тримаються групами, але зрілі самці, як правило, не мирять між собою.
Три види (Trichopodus trichopterus, Trichopodus pectoralis і Trichopodus microlepis) мешкають разом у басейнах нижньої течії Меконгу та Чаопхрая в Таїланді та Камбоджі. Вони є симпатричними й не перебувають у прямій конкуренції за харчові ресурси.

## Морфологія
Ці риби мають видовжене, порівняно високе, овальної форми тіло, стиснуте з боків. Черевні плавці в них довгі й тонкі, як нитки, вони рухливі й виконують функцію сенсорних органів. Рот маленький, губи товсті. Анальний плавець довгий, а спинний навпаки короткий і розташований посередині тіла. Хвостовий плавець вирізаний і поділений на дві половинки із заокругленими кутами.
Модифіковані черевні плавці є характерною ознакою, що відрізняє представників родів Trichopodus і Trichogaster. Від своїх найближчих родичів трихоподи відрізняються більшими розмірами і коротким спинним плавцем.
Як і інші лабіринтові риби, гурамі для дихання використовують атмосферне повітря. Роблять вони це за допомогою спеціалізованого додаткового органу дихання — лабіринтового апарату, який розташований в порожнині над зябрами. Періодично вони спливають до поверхні води й роблять черговий ковток повітря, щоб наповнити їм канали свого лабіринтового органу. Таким чином організм забезпечується додатковим киснем, що дозволяє гурамі виживати і навіть добре почуватися у бідній на кисень воді. З іншого боку, трихоподи задихаються, якщо їм буде відмовлено у доступі до поверхні.

## Розмноження
Під час нересту самці будують на поверхні води гнізда з піни. Ці гнізда складаються з численних бульбашок повітря, які самець обволікає слиною. В період нересту у самців спостерігається посилення територіальності й розвиток шлюбного забарвлення. Періодично самець залицяється до самки, демонструючи їй свою красу, але водночас він відганяє партнерку від гнізда.
Спарування відбувається під гніздом. Самець обіймає партнерку своїм тілом і витискає з неї ікру, водночас запліднюючи її. Ікринки в гурамі мають жирову оболонку й спливають до поверхні води. Самець вкладає їх до гнізда. Акти ікрометання повторюються поки не вичерпаються запаси ікри.
Після цього самець перебирає на себе батьківські функції й лишається охороняти гніздо. Він доглядає за приплодом поки мальки не почнуть вільно плавати.

## Господарське значення
Всі види трихоподів є їстівними рибами й у Південно-Східній Азії використовуються місцевим населенням для повсякденного споживання. Найбільший із них Trichopodus pectoralis є популярною промисловою рибою в Малайзії, Таїланді, Індонезії та Камбоджі. Його не лише ловить місцеве населення для домашнього споживання, він присутній також в аквакультурі спеціалізованих фермерських господарств. У Таїланді бурий гурамі становить близько 8 відсотків загального виробництва прісноводної риби. В магазинах цих риб продають у висушеному солоному вигляді. Вони експортуються також за кордон.
Плямистий гурамі (Trichopodus trichopterus) харчується личинками комах і має певне значення у боротьбі з поширенням комарів.
Усіх представників роду тримають в акваріумах. Особливу популярність мають плямисті (T. trichopterus) та перлинні (T. leerii) гурамі, які належать до числа найпопулярніших акваріумних риб. Що стосується плямистих гурамі, то природні популяції рідко зустрічаються в акваріумах, їх замінили тут виведені породи. Серед них відомі всім мармурові й золоті гурамі.